# 帕利亞斯托米湖
42°7′30″N 41°43′47″E / 42.12500°N 41.72972°E

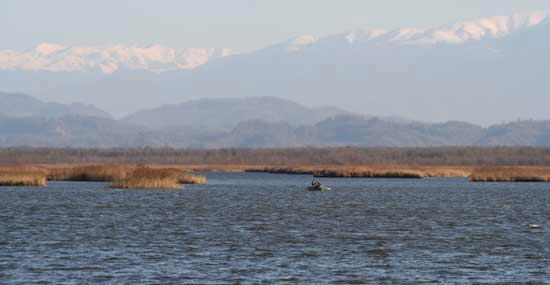
帕利亞斯托米湖

帕利亞斯托米湖（格魯吉亞語：პალიასტომი）是格魯吉亞的湖泊，毗鄰沿海城市波蒂，面積17.3平方公里，海拔高度0.3米，平均水深2.6米，最大水深6米。1961年，考古學家在湖底發現公元2世紀的城鎮遺址。

## 外部連結
- Underwater archaeology in Lake Paliastomi （页面存档备份，存于）
- Global Nature Fund website
- Improving management of Lake Paliastomi through integration